# Stephen Ward (football)
Pour les articles homonymes, voir Stephen Ward.
Stephen Ward, né le 20 août 1985 à Dublin en Irlande, est un ancien footballeur international irlandais qui évolua au poste d'arrière gauche de 2003 à 2022.

## Carrière

### En club
Né à Dublin en Irlande, Stephen Ward commence sa carrière dans l'un des clubs de la capitale, le Bohemian FC.
En janvier 2007, Stephen Ward prend la direction de l'Angleterre afin de s'engager en faveur des Wolverhampton Wanderers. Il signe un contrat de deux ans et demi.
Ward marque son premier but pour les Wolves le 3 février 2007, lors d'une rencontre de championnat face au Plymouth Argyle FC. Il est titularisé lors de ce match qui se solde par un score de deux buts à deux.
Le 15 août 2014 Stephen Ward rejoint le Burnley FC, club venant d'être promu en Premier League. Burnley est toutefois relégué à l'issue de cette saison 2014-2015, terminant à la 19e et avant-dernière place du classement.
Ward participe à la remontée du club, dès la saison suivante, Burnley terminant champion de deuxième division en 2015-2016 et à nouveau promu en Premier League.
Le 26 juin 2019 Stephen Ward rejoint librement Stoke City pour un contrat d'une saison.
Le 17 août 2020, il rejoint Ipswich Town.
Le 9 juillet 2021, il rejoint Walsall.
Le 22 avril 2022, Stephen Ward annonce la fin de sa carrière professionnelle à l'âge de 36 ans.

### En sélection
Le 24 mai 2011 Stephen Ward honore sa première sélection avec l'équipe nationale d'Irlande, lors d'un match amical face à l'Irlande du Nord. Titulaire lors de cette partie, Ward inscrit également son premier but en ouvrant le score. Son équipe s'impose par cinq buts à zéro ce jour-là.
Le 14 mars 2019, Stephen Ward annonce qu'il prend sa retraite internationale après avoir porté le maillot de l'Irlande à cinquante reprises (trois buts) entre 2011 et 2018.

## Palmarès

### En club
- Wolverhampton Wanderers
  - Champion d'Angleterre de D2 en 2009.
- Burnley FC
  - Champion d'Angleterre de D2 en 2016.